# 勝山城 (美作国)

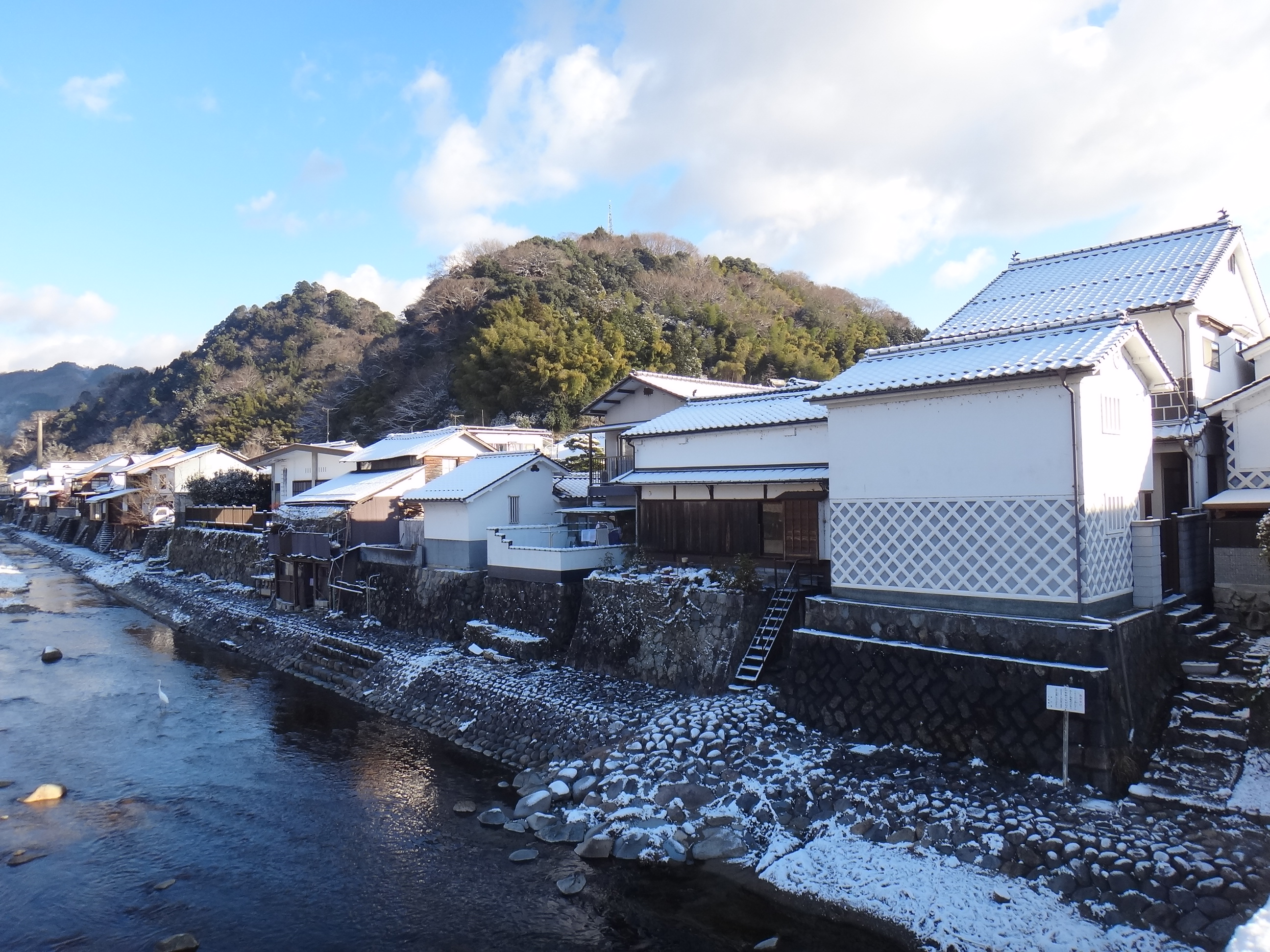
城があった如意山(左)、勝山(太鼓山)(右)

勝山城（かつやまじょう）は、美作国真島郡勝山（岡山県真庭市勝山）にあった日本の城。別名高田城。

## 立地
この地は南流した旭川が大きく曲がり東流する地点であり、これが天然の堀となっている。

## 沿革
一般に、室町時代初期の延元5年（1340年）、美作国高田荘の領主となった三浦貞宗が、今川了俊の縄張りにより現在の勝山 (真庭市)の如意山と勝山（太鼓山）に築城したとされているが、史料的な裏付けを欠き、中世城郭のありかたからしても、信憑性は薄い。
江戸時代初期に書かれた「高田城主次第」によれば、その筆頭には戦国時代初期の人物である三浦貞連が記されており、同時代史料からも、美作国西部での貞連の活発な活動が確認でき、事実上、同人が築城した可能性が高いと考えられている。
天文13年（1544年）、貞連の孫・貞久は尼子晴久麾下の宇山久信に攻められたがこれを撃退している。天文17年（1548年）貞久が死去し子の貞勝が当主となる。この機に乗じ宇山久信に再び攻められ一旦は落城する。しかし、永禄2年（1559年）貞勝は尼子氏が毛利元就に攻められている隙を衝いて高田城を奪還した。
永禄年間には弱体化した尼子氏に代わって毛利氏が中国地方に台頭した。永禄7年（1565年）備中松山城主三村家親は毛利氏の麾下となり高田城を攻め、1ヶ月の攻城戦ののち落城し貞勝は自刃して果てた。この時、貞勝の妻でのちに円融院と称する女性は子の桃寿丸を伴って備前国へ落ち延びた。円融院は後に宇喜多直家の妻となり秀家を生んでいる。
永禄9年（1566年）宇喜多直家によって三村家親が暗殺されると、三浦家臣団は貞久の末弟・貞盛を擁立して高田城の奪還を果たした。しかし、永禄11年（1568年）再び毛利軍によって落城し貞盛も討ち死にした。三浦氏による高田城奪還戦はこの後も続く。貞勝の弟・貞広を大将に城を攻め続けた。当初、宇喜多氏の援助による攻城を行っていたが、そのうち宇喜多氏は諦めて兵を引き上げた。代わって尼子氏遺臣・山中幸盛の援軍により元亀元年（1570年）三度の高田城奪還に成功したのである。奪還に成功したとはいえ、この地は毛利氏・宇喜多氏の2大勢力に挟まれ絶えず双方より侵攻される非常に不安定な地位にあった。天正3年（1575年）宇喜多氏は城主・貞広に毛利氏との和議を説き、遂に城は毛利氏に明け渡された。なお、円融院とともに宇喜多氏の庇護を受けていた貞勝の遺児・桃寿丸は天正12年（1584年）京都で地震に遭い死去し、ここに美作三浦氏の血統は絶えた。
その後は毛利氏の支配下にあり楢崎元兼が城主となった。天正12年（1584年）備前・美作は宇喜多秀家の所領となり、牧氏が城代となった。慶長5年（1600年）関ヶ原の戦いで秀家が敗れると備前・美作には小早川秀秋が入封し、高田城に城代が置かれた。慶長8年（1603年）からは森忠政が津山藩主となると、勝山も津山藩領となり高田城には各務元峯、各務氏の断絶後は大塚氏が城番として入った。元禄10年（1697年）森氏が改易となると勝山は幕府領となり一旦は廃城となった。廃城については、元和元年（1615年）の「一国一城令」による場合と、島原の乱後の寛永15年（1638年）城跡破却命令のよる場合も考えられるが、文献資料は見つかっていない。しかし、真庭市教育委員会により2014年（平成26年）に実施された発掘調査では本丸南側虎口が破却された状態で検出されていることから、17世紀前半に破却された可能性も考えられる。
明和元年（1764年）、三河国西尾城より譜代大名の三浦明次が2万3千石をもって真島郡を領し勝山藩が成立した。藩主家はかつての城主・三浦氏とは祖先を同じくする、遠い支族同士であった。明次は幕府より4千両の城修築費援助を受けて、かつての高田城の西山麓を中心に御殿などの整備が行なわれ勝山城と名付けられた。修築された勝山城は二ノ丸に二重櫓が上がり、三ノ丸には御殿があった。以後、明治維新まで三浦氏の居城となった。明治4年（1871年）廃藩置県により廃城となった。
現在も山頂から中腹にかけて曲輪や堀切が、また城山グラウンド（旧・二の丸）の西隅には櫓台の石垣が残っている。2004年（平成16年）には前年に終了した三の丸遺跡地の調査に基づく同地の整備が完成している。